# Communauté de communes Ubaye Serre-Ponçon
Die Communauté de communes Ubaye Serre-Ponçon war ein französischer Gemeindeverband mit der Rechtsform einer Communauté de communes im Département Alpes-de-Haute-Provence in der Region Provence-Alpes-Côte d’Azur. Sie wurde am 24. Dezember 2001 gegründet und umfasste zwei Gemeinden. Der Verwaltungssitz befand sich im Ort La Bréole.

## Historische Entwicklung
Am 1. Januar 2017 wurde der Gemeindeverband mit der Communauté de communes Vallée de l’Ubaye (mit Ausnahme der Gemeinde Pontis) zur neuen Communauté de communes Vallée de l’Ubaye Serre-Ponçon zusammengeschlossen.
Gleichzeitig schlossen sich die beiden Gemeinden zur Commune nouvelle Ubaye-Serre-Ponçon zusammen.

## Ehemalige Mitgliedsgemeinden
1. La Bréole
2. Saint-Vincent-les-Forts